# Парящий на ветру
«Парящий на ветру» («Парящий на ветру», англ. «The Boy Who Saw The Wind») — аниме-фильм, основанный на книге японского писателя валлийского происхождения Клайва Никола.

## Сюжет
Маленький мальчик Амон обладает огромной таинственной силой древнего народа. Его отец — гениальный военный учёный Империи Золотого Змея, разработавший в прошлом для своей страны смертоносное оружие, но он не хочет использовать силу своего сына для создания оружия массового поражения. Поэтому он сжигает свои бумаги и домашнюю лабораторию и пытается сбежать из страны со своей семьёй.

## Персонажи
Амон — сын известного учёного и изобретателя империи Золотого Змея, поразившего своих близких умением «играть с искрами», на их глазах излечив больное дикое животное. Выжил во время побега семьи из страны, но был схвачен военными. Его родители погибли, но он не получил ни царапины. Во время перелёта, разговаривая с орлом, выпрыгнул из дирижабля и паря на ветру, приземлился на остров, где он узнаёт от лысого медведя о существовании древних людей, способных летать и как и он разговаривать с животными. Амон попадает с деревню рыбаков и живёт вместе с девочкой Марией и её одинокой матерью. Но он вместе с Марией присоединяется к повстанцам, когда армия Золотого Змея атаковала эту деревню. Возглавив группу революционеров, он подымает восстание, чтобы остановить агрессию империи и её лидера — президента Бранника. После захвата Генерального Штаба повстанцами и спасения сорвавшейся Марии, был случайно подстрелен умирающим солдатом империи Золотого Змея. Дух Амона в виде обнажённого светящегося мальчика догнал воздушный крейсер Бранника, вселился в его тело и его голосом приказывает солдатам покинуть судно, спасая жителей от воздушной атаки оружия массового поражения.
Сэйю: Юми Адати
Мария — маленькая туземная девочка, жительница рыбацкого посёлка, в который попадает Амон. Вдова погибшего рыбака, мать Марии приютила Амона и позволила ему жить с ними, при условии, что он будет работать. Мария вместе с Амоном занимается домашним хозяйством и обменивается продуктами на рынке. Во время штурма её деревни войсками Золотого Змея, на её глазах гибнет её мать. Она убегает вместе с Амоном оттуда и попадает к группе повстанцев, где она стала убеждённой революционеркой. Во время прогулки по городу была схвачена солдатами Золотого Змея и брошена в тюрьму, в камеру к другим детям. Во время восстания в городе под руководством Амона, тюрьма была освобождена, но к этому времени Мария вместе с другими детьми уже сбежала. Во время обстрела воздушным крейсером Генерального Штаба, её выкинуло воздушной волной в воздух, где её поймал Амон.
Сэйю: Аки Маэда
Лючия — Ученый, помощник отца Амона, который становится главным оружейным ученым Империи Золотой Змеи.
Сэйю: Тода Кэйко
Бранник — Деспотичный правитель Империи Золотой Змеи.
Сэйю: Найто Такаси